# Bert Anciaux
Bert Jozef Herman Vic Anciaux uitspraakⓘ (Merksem, 11 september 1959) is een gewezen Belgische politicus voor de Volksunie, Spirit/VlaamsProgressieven en Vooruit. Hij was tevens Vlaams en federaal minister.

## Biografie
Bert Anciaux werkte zijn secundaire schoolloopbaan af op het Klein Seminarie in Hoogstraten. Hij studeerde rechten aan de Universitaire Faculteit Sint-Aloysius en aan de Vrije Universiteit Brussel en schreef zich na afloop van zijn studies in 1984 als advocaat in aan de balie van de Nederlandstalige Advocaten in Brussel. Hij bleef advocaat tot in 1994 en werd vooral actief rond jeugd- en strafrecht. Hij doceerde aan de Universiteit Gent en aan de Erasmushogeschool Brussel. Bert Anciaux is vader van vier kinderen en is gehuwd. Anciaux is sinds 1991 woonachtig te Neder-Over-Heembeek, een deelgemeente van de stad Brussel in het Brussels Hoofdstedelijk Gewest.

### Volksunie en ID21
Hij trad in de politieke voetstappen van zijn vader Vic Anciaux, die van 1979 tot 1986 partijvoorzitter van de Volksunie was. Hij was lid van de Chiro in Laken-Mutsaard waar hij ook leider en groepsleider was. Hij werd in 1976 arrondissementieel voorzitter van de Volksunie-Jongeren in Brussel en datzelfde jaar lid van de partijraad. In 1983 werd hij aangesteld tot arrondissementsvoorzitter van de VU in Brussel, hetgeen hij bleef tot in 1992. 

In oktober 1988 werd Bert Anciaux gemeenteraadslid van Brussel en van januari 1992 tot december 1994 was hij er schepen voor Technische Diensten en Geschillen onder burgemeesters Hervé Brouhon, Michel Demaret en Freddy Thielemans. In Brussel werd hij actief in het cultureel en socio-economisch leven, onder meer als coördinator van kansarmoedeprojecten, als voorzitter van de sociale huisvestingsmaatschappij De Brusselse Haard (1989-1992), maar ook als beheerder van de Maatschappij van Openbaar Vervoer of als penningmeester van de Ancienne Belgique, een functie die hij meer dan vijftien jaar uitoefende. Bij de gemeenteraadsverkiezingen van oktober 1994 verdwenen de Volksunie en dus ook Bert Anciaux uit de Brusselse gemeenteraad. In oktober 2000 werd hij nogmaals verkozen tot gemeenteraadslid, maar in februari 2001 nam hij ontslag uit deze functie. Tevens was hij van 1991 tot 1992 provincieraadslid van Brabant.
In april 1992 stelde hij zich kandidaat om Jaak Gabriëls op te volgen als partijvoorzitter van de Volksunie. Twee maanden later werd hij door het partijcongres verkozen tot partijvoorzitter boven Patrik Vankrunkelsven en Johan Sauwens. Als partijvoorzitter wilde Anciaux meer de nadruk te leggen op sociale thema's, hetgeen hem van critici binnen de partij het verwijt opleverde de Volksunie te willen "verlinksen". Tegelijkertijd nam hij deel aan de onderhandelingen over de vierde staatshervorming die België moest omvormen tot een federale staat, waarbij hij de zogenaamde dialoog van gemeenschap tot gemeenschap torpedeerde. Zijn koers leidde echter tot tweespalt binnen de Volksunie en de blijvende spanningen na de verkiezingsnederlaag van 1991 zorgden in 1992 en 1993 voor de uittocht van een deel van de Volksunie naar de hervormde Vlaamse Liberalen en Democraten van Guy Verhofstadt. In 1994 kon CVP-voorzitter Johan Van Hecke en deel van het VU-partijkader overtuigen van een geleidelijke samenwerking, maar Anciaux torpedeerde deze poging door een radicalere communautaire koers te gaan voeren. Zo begon de partij te opteren voor een onafhankelijk Vlaanderen, zonder echter duidelijk te zijn over het lot van Brussel. In 1994 slaagde Anciaux erin om de Europese zetel van de partij te behouden, tegen alle verwachtingen in.
Door de communautair-radicale koerswijziging hield de Volksunie bij de verkiezingen van 1995 stand. Als partijvoorzitter slaagde Anciaux erin zijn partij een nieuw elan te geven, maar door zijn soms controversieel en eigenzinnig optreden verloor hij krediet bij een deel van de partijbasis. De meer conservatieve vleugel had problemen met het progressief inhoudelijk project van Bert Anciaux en Patrik Vankrunkelsven. Naar aanleiding van de Witte Marsen en de crisis Dutroux richtte hij in september 1998 op vraag van de VU-partijraad samen met een groep gedreven jongeren ID21 op: een radicaaldemocratische, links-liberaal georiënteerde beweging die over de partijgrenzen heen aan politiek wilde doen en daarmee wilde inspelen op de drang naar politieke vernieuwing. Om zich voluit met de de oprichting van ID21 bezig te houden, was Anciaux in november 1997 tijdelijk afgetreden als partijvoorzitter. In september 1998 gingen de Volksunie en ID21 de alliantie VU-ID vormen en werd Anciaux als voorzitter van de Volksunie opgevolgd door Patrik Vankrunkelsven. Hijzelf werd tot 1999 alliantievoorzitter van VU-ID.
Als militant pacifist werd Anciaux meerdere malen gearresteerd werd tijdens bomspotting-acties aan de NAVO-basis bij Kleine-Brogel, vaak samen met Patrik Vankrunkelsven.
Bij de verkiezingen van mei 1995 werd Anciaux met een groot aantal voorkeurstemmen verkozen in de Senaat, waar hij bleef zetelen tot in juni 1999. In juni 1999 behaalde Anciaux een erg grote persoonlijke verkiezingsoverwinning en werd hij verkozen als Europarlementslid, maar al gauw werd hij aangeduid als Vlaams minister, waardoor hij aan dit mandaat verzaakte. Nelly Maes en Bart Staes konden hierdoor naar het Europees Parlement.
In de Vlaamse regering werd Bert Anciaux minister van Cultuur, Jeugd, Huisvesting, Stedelijk Beleid, Brusselse Aangelegenheden en Ontwikkelingssamenwerking. Anciaux groeide uit tot een veelbesproken minister: gecontesteerd door sommigen, geprezen om zijn maatschappelijke bevlogenheid en hervormingsdurf door anderen. In zijn decreet van 10 juli 2001 'houdende het stimuleren van een kwalitatief en integraal lokaal cultuurbeleid' bepaalde hij dat privaatrechtelijke bibliotheken, waaronder ook de vrije openbare bibliotheken, voortaan niet meer gesubsidieerd zouden worden door de Vlaamse Gemeenschap en dus niet meer erkend werden.  Hiermee maakte hij een einde aan het katholiek bibliotheekwezen dat in de jaren 1920 door priester Joris Baers was opgebouwd. Hij hervormde grote delen van het Cultuurbeleid en zorgde voor een stevige financiële impuls. Hij hervormde het decreet op het sociaal-cultureel werk en gaf impulsen aan het jeugdwerk. In zijn tweede legislatuur hervormde of maakte Anciaux het Erfgoeddecreet, het Kunstendecreet, het Topstukkendecreet, Decreet Amateurkunsten, het decreet Sociaal Cultureel Werk, het Decreet Jeugdbeleid, het decreet op de Sportfederaties en het decreet voor Sport voor Allen.

### Spirit en VlaamsProgressieven
De groeiende spanningen tussen het links-liberale kamp rond Anciaux en Vankrunkelsven en meer de conservatieve, traditioneel Vlaams-nationalistische vleugel rond Geert Bourgeois resulteerden in 2001 tot het uiteenvallen van de Volksunie. Vervolgens richtte Anciaux samen met onder andere Els Van Weert en Geert Lambert, Spirit op, een links-liberale partij die ontstond uit de Toekomstgroep, een afscheuring uit de Volksunie voornamelijk bestaande uit iD21- en Volksunieleden. In 2002 was hij een van de voortrekkers van het kartel van Spirit met de socialistische sp.a, waardoor enkele prominente Spirit-politici als Patrik Vankrunkelsven, Fons Borginon, Sven Gatz, Vincent Van Quickenborne en Margriet Hermans zich afscheurden om zich aan te sluiten bij de VLD. In nasleep hiervan stapte hij in juli 2002 om persoonlijke en politiek-strategische redenen op als Vlaams minister, waarna Paul Van Grembergen zijn functies overnam.
Het kartel sp.a-Spirit behaalde bij de verkiezingen van mei 2003 een spectaculaire verkiezingsoverwinning. Bert Anciaux behaalde van op een tweede plaats op de senaatslijst meer dan 212.000 voorkeurstemmen. Hij was echter ook voor de kieskring Brussel-Halle-Vilvoorde verkozen in de Kamer en besloot om in deze assemblee te zetelen. Na een maand Kamerlid te zijn geweest, trad Anciaux in juli 2003 als minister van Mobiliteit en Sociale Economie toe tot de federale regering-Verhofstadt II. In deze functie verwezenlijkte hij op het vlak van de verkeersveiligheid de veralgemeende invoering van een zone 30 in de omgeving van scholen en kreeg hij het delicate dossier van de dag- en nachtvluchten rond de luchthaven van Zaventem op zijn bord, waarbij hij een spreidingsplan opstelde om de geluidshinder rond de luchthaven voor omliggende gebieden gelijkmatig te verdelen.
Bij de derde rechtstreekse Vlaamse verkiezingen van 13 juni 2004 werd Anciaux verkozen in de kieskring Brussel-Hoofdstad. Ruim een maand later maakte hij de overstap naar de Vlaamse regering waar hij zijn oude post als minister weer opnam met de bevoegdheden Cultuur, Jeugd, Sport en Brussel. Als Vlaams volksvertegenwoordiger werd hij opgevolgd door Elke Roex.
Bij de Senaatsverkiezingen in mei 2007 behaalde hij samen met Geert Lambert twee zetels op de kartellijst sp.a-spirit, waarmee zij de enige twee Spirit-verkozenen bij deze verkiezingen waren. Aangezien hij verkoos Vlaams minister te blijven, nam hij ontslag als senator en ging zijn zetel naar opvolgster Myriam Vanlerberghe.

### Onafhankelijke en sp.a-lid
Nadat het partijbestuur van de VlaamsProgressieven (zoals Spirit vanaf mei 2008 heette) in november 2008 zich uitsprak voor een links-liberale koers, desnoods onafhankelijk van kartelpartner sp.a, en het voorstel van Anciaux om een "progressief project" aan te gaan door beide kartelpartners desnoods op termijn in een nieuwe partij te doen opgaan werd weggestemd (68% tegen 32%), verlieten eerst massaal Anciaux' geestesverwanten de partij; Anciaux zelf volgde op 4 december 2008. Hij bleef minister, net als de parlementsleden die uit de partij stapten, als onafhankelijke binnen het kartel sp.a-spirit. Op 12 januari 2009 maakte hij na onderhandelingen met sp.a-voorzitster Caroline Gennez zijn overstap naar de verruimde en daarom herdoopte sp.a kenbaar. Hij gaf nog mee dat alles waarop hij hoopte om een overstap te doen, was gerealiseerd en wilde werken aan een nieuw Vlaams, sociaal en democratisch project. Bij sommige sp.a-kopstukken lokte zijn komst en als eigengereid ervaren optreden, alsmede de naamswijziging van 'hun' partij, heftige kritiek uit. De naamswijziging werd daarop teruggedraaid. Bij de verkiezingen van juni 2009 kreeg Anciaux de laatste plaats aangeboden op de Europese lijst. Ondanks zijn 71.919 voorkeurstemmen kon hij de lijstvolgorde niet doorbreken en raakte hij niet verkozen. Dit betekende tijdelijk een einde van zijn politieke loopbaan.
Eind februari 2010 raakte bekend dat Anciaux opnieuw startte met een advocatenkantoor dat vooral mikt op consultancy. Ook ging hij van 2010 tot 2015 zetelen in de raad van bestuur van de Vrije Universiteit Brussel.
Bij de verkiezingen van 13 juni 2010 stond hij op de Senaatslijst van sp.a op de derde plaats en werd hij verkozen. Van 2010 tot 2012 oefende hij in de Senaat de functie van quaestor uit. Eind 2012 nam hij het sp.a-fractieleiderschap in de Senaat van Marleen Temmerman, die stopte met politiek, over. In de legislatuur 2010-2014 zetelde hij tevens in de commissie Institutionele Aangelegenheden (2010-2014), Buitenlandse Betrekkingen en Landsverdediging (2010-2013) en Justitie (2013-2014).
In het najaar van 2011 startte Anciaux een doctoraat in de Pedagogische Wetenschappen aan de VUB over "plaatselijke zelforganisaties op basis van etnisch culturele diversiteit meer in het bijzonder over emancipatie en empowerment". In 2014 verdedigde hij succesvol zijn proefschrift, getiteld "Zelforganisaties in Vlaanderen. Onderzoek naar plaatselijke (zelf)organisaties op basis van etnisch-culturele identiteit. Een maatschappelijke en agogische verkenning van voorwaarden en kansen, beperkingen en uitdagingen".
In mei 2014 stond hij bij de Vlaamse verkiezingen op de tweede en onverkiesbare plaats op de sp.a-lijst. Hij werd nadien door zijn partij als gecoöpteerd senator aangeduid. Later dat jaar werd hij door de Brusselse regering tot voorzitter van Actiris benoemd. In januari 2016 volgde Anciaux Olga Zrihen op als voorzitter van de vzw Pensioenkas voor Senatoren (PVS). In september 2017 werd hij tevens bestuurder van de Koninklijke Vlaamse Schouwburg.
Hij besloot niet op te komen voor de gemeenteraadsverkiezingen in oktober 2018, omdat hij zich niet welkom voelde op de Brusselse sp.a-lijst. Bij de Vlaamse verkiezingen van mei 2019 werd hij aanvankelijk voorgesteld als lijsttrekker in Brussel, maar hij besloot die plaats te laten aan Hannelore Goeman. Bij het afsluiten van de legislatuur 2014-2019 en het bepalen van de grondwetartikelen die voor herziening vatbaar zouden worden gesteld in de volgende legislatuur, stemde de sp.a-fractie na een tussenkomst van Bert Anciaux tegen een wijziging van grondwetsartikel 24. Dit grondwetsartikel verplicht het officieel onderwijs om te voorzien in levensbeschouwelijke vakken., dit volgens sommigen tegen de partijlijn in. Voor Anciaux was dit echter een essentieel punt gelet op zijn strijd voor interculturaliteit en actief pluralisme. Niettemin werd hij, na de verkiezingen van mei 2019, opnieuw aangeduid als gecoöpteerd senator.
Eind 2019 liep zijn mandaat als voorzitter van Actiris af. In januari 2020 volgde Landry Mawungu hem in die functie op.
In mei 2024 sloot hij zijn actieve politieke carrière af met een speech in de Senaat waarin hij getuigde als dertienjarige misbruikt te zijn door een regisseur van de BRT.

## Familie en gezin
Vader Vic Anciaux was een Volksunie-boegbeeld: parlementslid, partijvoorzitter en later staatssecretaris in een federale en Brusselse regering. Zijn tweede echtgenote Marie-Paule Quix die in het Brussels Parlement zetelde, behoort tot dezelfde politieke kringen. Berts vrouw Damienne Tant, onderwijzeres, werd ook politiek actief. Zij allen volgden Berts uittreden uit de VlaamsProgressieven. Samen hebben ze vier kinderen.
Ook zijn broers Roel, Koen en Jan Anciaux en zus Hilde zijn of waren politiek actief: Roel als provincieraadslid in de provincie Vlaams-Brabant en als gemeenteraadslid van Meise voor sp.a. Koen als schepen voor Open Vld in Mechelen, Jan als gemeenteraadslid van Vilvoorde en Hilde jarenlang als schepen voor sp.a-spirit in Machelen. Jan maakte begin 2011 de overstap naar N-VA.
Sinds 2009 is Bert Anciaux ook gedelegeerd bestuurder van het woonzorgcentrum De Overbron in Neder-Over-Heembeek. Dit is het eerste en enige eentalig Nederlandstalig sociaal woonzorgcentrum in Brussel-19. 

## Onderscheidingen
- Nederland: Ridder Grootkruis in de orde van Oranje-Nassau.[25]
- België: Commandeur in de Leopoldsorde (6 juni 2009).[26]
- België: Grootofficier in de Leopoldsorde, KB 21 mei 2014

## Publicaties (politieke boeken/manifesten)
- 1992: De Vergeten Vernieuwing. Hadewijck.
- 1997: Kinderen van de Hoop. Uitnodiging aan de durvers. Icarus.
- 1999: Alles in Beweging. Houtekiet.
- 2002: De verrijkte samenleving. Ideeën voor een actieve cultuurstaat. Van Halewijck.
- 2009: Sport Verruimd. 5 jaar Vlaams sportbeleid (2004-2009). Vlaamse Overheid.
- 2009: 10 jaar Cultuur- en Jeugdbeleid in Vlaanderen. Vlaamse Overheid. Acco.
- 2009: De pijn van een politicus. Gesprekken met Bert Anciaux (Luk Alloo). Lampedaire.
- 2010: De tijd baart rozen. Een sociaal-democratische visie. Vrijdag.
- 2012: Van Anciaux tot Zijlstra. Cultuurbeleid en cultuurparticipatie in Nederland en Vlaanderen (Quirine van der Hoeven). Sociaal en Cultureel Planbureau.
- 2013: Subsidiologie. Hoe overheden verenigingen kunnen ondersteunen. (Guy Redig en Bert Anciaux). Kluwer.
- 2014: Zelforganisaties in Vlaanderen. Onderzoek naar plaatselijke (zelf)organisaties op basis van etnisch-culturele identiteit. ASP.
- 2015: Internering. Nieuwe interneringswet en organisatie van de zorg (met o.a. J. Casselman, R. De Rycke, H. Heimans en B. Anciaux). die Keure.
- 2018: Zonder maskers (ongepubliceerd manuscript)
- 2019: Sociaal schaduwwerk. Over informele spelers in het welzijnslandschap (met o.a. M. Schrooten, R. Thys, P. Debruyne en B. Anciaux). Politeia.
- 2021: Over Generaties. Vlaams, Sociaal en Zorgzaam (Vic, Bert en Britt Anciaux). Pelckmans.

## Trivia
- Anciaux had een rol in de film Brylcream Boulevard uit 1995.
- Hij schreef Over Generaties samen met zijn vader en dochter.
- De weinig flatterende bijnaam 'Bert den bleiter' dankt Anciaux aan zijn onverwacht ontslag als Vlaams minister van Sport, dat hij met tranen in de ogen aankondigde tijdens een persconferentie.[27]